# Liste des planètes mineures non numérotées découvertes en février 2020
Pour un article plus général, voir Liste des planètes mineures non numérotées découvertes en 2020.
Pour un article plus général, voir Liste des planètes mineures.
Cet article dresse la liste des planètes mineures (astéroïdes, centaures, objets transneptuniens et assimilés) non numérotées découvertes en février 2020 dans l'ordre de leur découverte.
Au 15 janvier 2025, 661 077 des 1 434 993 planètes mineures répertoriées par le Centre des planètes mineures ne sont pas encore numérotées, soit 46,07 %.

## Rappel concernant la désignation provisoire
La désignation provisoire indique l'ordre de découverte de ces objets. En effet, cette désignation est composée de l'année de découverte (par exemple 2020) suivie de la quinzaine (demi-mois) de découverte (p.e. A = 1-15 janvier) puis de l'ordre de découverte dans cette quinzaine. Cet ordre est indiqué par une lettre et éventuellement un chiffre comme suit : A pour la première découverte, B pour la deuxième, ..., Z pour la 25e (le I n'est pas utilisé pour éviter la confusion avec 1), A1 pour la 26e, B1 pour la 27e, etc. , Z1 pour la 50e, A2 pour la 51e, B2 pour la 52e, etc. L'ordre de la numérotation ne suit donc pas l'ordre alphanumérique. 2020 AA1 suit ainsi 2020 AZ et précède 2020 AB1.

## Liste

### Du1erau 15 février 2020
- 2020 CA
- 2020 CB
- 2020 CC
- 2020 CD
- 2020 CE
- 2020 CF
- 2020 CG
- 2020 CH
- 2020 CJ
- 2020 CK
- 2020 CL
- 2020 CM
- 2020 CN
- 2020 CO
- 2020 CP
- 2020 CQ
- 2020 CR
- 2020 CS
- 2020 CT
- 2020 CU
- 2020 CV
- 2020 CW
- 2020 CX
- 2020 CY
- 2020 CZ
- 2020 CA1
- 2020 CB1
- 2020 CC1
- 2020 CD1
- 2020 CE1
- 2020 CF1
- 2020 CG1
- 2020 CH1
- 2020 CJ1
- 2020 CK1
- 2020 CL1
- 2020 CM1
- 2020 CN1
- 2020 CO1
- 2020 CP1
- 2020 CQ1
- 2020 CR1
- 2020 CS1
- 2020 CT1
- 2020 CU1
- 2020 CV1
- 2020 CW1
- 2020 CX1
- 2020 CY1
- 2020 CZ1
- 2020 CA2
- 2020 CB2
- 2020 CC2
- 2020 CD2
- 2020 CF2
- 2020 CG2
- 2020 CH2
- 2020 CJ2
- 2020 CK2
- 2020 CL2
- 2020 CM2
- 2020 CN2
- 2020 CO2
- 2020 CP2
- 2020 CQ2
- 2020 CR2
- 2020 CS2
- 2020 CT2
- 2020 CU2
- 2020 CV2
- 2020 CW2
- 2020 CX2
- 2020 CY2
- 2020 CZ2
- 2020 CA3
- 2020 CB3
- 2020 CD3
- 2020 CE3
- 2020 CF3
- 2020 CG3
- 2020 CH3
- 2020 CL3
- 2020 CN3
- 2020 CP3
- 2020 CS3
- 2020 CT3
- 2020 CU3
- 2020 CV3
- 2020 CW3
- 2020 CX3
- 2020 CY3
- 2020 CD4
- 2020 CE4
- 2020 CF4
- 2020 CH4
- 2020 CK4
- 2020 CL4
- 2020 CM4
- 2020 CN4
- 2020 CO4
- 2020 CP4
- 2020 CQ4
- 2020 CR4
- 2020 CS4
- 2020 CT4
- 2020 CU4
- 2020 CV4
- 2020 CX4
- 2020 CY4
- 2020 CZ4
- 2020 CA5
- 2020 CB5
- 2020 CC5
- 2020 CD5
- 2020 CE5
- 2020 CF5
- 2020 CG5
- 2020 CH5
- 2020 CJ5
- 2020 CK5
- 2020 CL5
- 2020 CM5
- 2020 CN5
- 2020 CP5
- 2020 CQ5
- 2020 CR5
- 2020 CS5
- 2020 CT5
- 2020 CU5
- 2020 CV5
- 2020 CW5
- 2020 CY5
- 2020 CZ5
- 2020 CA6
- 2020 CB6
- 2020 CC6
- 2020 CE6
- 2020 CG6
- 2020 CH6
- 2020 CJ6
- 2020 CK6
- 2020 CL6
- 2020 CM6
- 2020 CN6
- 2020 CO6
- 2020 CP6
- 2020 CQ6
- 2020 CR6
- 2020 CS6
- 2020 CU6
- 2020 CV6
- 2020 CW6
- 2020 CZ6
- 2020 CA7
- 2020 CB7
- 2020 CG7
- 2020 CJ7
- 2020 CK7
- 2020 CL7
- 2020 CM7
- 2020 CO7
- 2020 CP7
- 2020 CR7
- 2020 CS7
- 2020 CT7
- 2020 CU7
- 2020 CV7
- 2020 CX7
- 2020 CZ7
- 2020 CA8
- 2020 CB8
- 2020 CC8
- 2020 CD8
- 2020 CE8
- 2020 CF8
- 2020 CG8
- 2020 CH8
- 2020 CJ8
- 2020 CM8
- 2020 CN8
- 2020 CO8
- 2020 CR8
- 2020 CS8
- 2020 CT8
- 2020 CU8
- 2020 CV8
- 2020 CW8
- 2020 CX8
- 2020 CY8
- 2020 CZ8
- 2020 CA9
- 2020 CB9
- 2020 CC9
- 2020 CD9
- 2020 CE9
- 2020 CH9
- 2020 CJ9
- 2020 CK9
- 2020 CL9
- 2020 CN9
- 2020 CO9
- 2020 CP9
- 2020 CQ9
- 2020 CR9
- 2020 CS9
- 2020 CT9
- 2020 CU9
- 2020 CV9
- 2020 CW9
- 2020 CX9
- 2020 CY9
- 2020 CZ9
- 2020 CA10
- 2020 CB10
- 2020 CC10
- 2020 CD10
- 2020 CE10
- 2020 CF10
- 2020 CG10
- 2020 CJ10
- 2020 CK10
- 2020 CL10
- 2020 CM10
- 2020 CN10
- 2020 CO10
- 2020 CQ10
- 2020 CR10
- 2020 CS10
- 2020 CT10
- 2020 CU10
- 2020 CV10

### Du 16 au 29 février 2020
- 2020 DA
- 2020 DB
- 2020 DC
- 2020 DD
- 2020 DE
- 2020 DF
- 2020 DH
- 2020 DJ
- 2020 DK
- 2020 DL
- 2020 DM
- 2020 DN
- 2020 DO
- 2020 DP
- 2020 DQ
- 2020 DR
- 2020 DS
- 2020 DT
- 2020 DU
- 2020 DV
- 2020 DW
- 2020 DX
- 2020 DY
- 2020 DZ
- 2020 DA1
- 2020 DB1
- 2020 DC1
- 2020 DD1
- 2020 DE1
- 2020 DF1
- 2020 DG1
- 2020 DH1
- 2020 DJ1
- 2020 DK1
- 2020 DL1
- 2020 DM1
- 2020 DN1
- 2020 DO1
- 2020 DP1
- 2020 DQ1
- 2020 DR1
- 2020 DS1
- 2020 DT1
- 2020 DU1
- 2020 DV1
- 2020 DW1
- 2020 DX1
- 2020 DY1
- 2020 DZ1
- 2020 DA2
- 2020 DB2
- 2020 DC2
- 2020 DD2
- 2020 DE2
- 2020 DF2
- 2020 DG2
- 2020 DH2
- 2020 DJ2
- 2020 DK2
- 2020 DL2
- 2020 DM2
- 2020 DN2
- 2020 DO2
- 2020 DP2
- 2020 DQ2
- 2020 DR2
- 2020 DS2
- 2020 DT2
- 2020 DV2
- 2020 DW2
- 2020 DX2
- 2020 DY2
- 2020 DZ2
- 2020 DA3
- 2020 DB3
- 2020 DC3
- 2020 DD3
- 2020 DE3
- 2020 DF3
- 2020 DG3
- 2020 DJ3
- 2020 DM3
- 2020 DN3
- 2020 DO3
- 2020 DP3
- 2020 DQ3
- 2020 DR3
- 2020 DS3
- 2020 DT3
- 2020 DU3
- 2020 DV3
- 2020 DW3
- 2020 DX3
- 2020 DY3
- 2020 DZ3
- 2020 DA4
- 2020 DB4
- 2020 DC4
- 2020 DD4
- 2020 DE4
- 2020 DF4
- 2020 DG4
- 2020 DH4
- 2020 DJ4
- 2020 DK4
- 2020 DL4
- 2020 DM4
- 2020 DN4
- 2020 DO4
- 2020 DP4
- 2020 DQ4
- 2020 DR4
- 2020 DT4
- 2020 DU4
- 2020 DV4
- 2020 DW4
- 2020 DX4
- 2020 DY4
- 2020 DZ4
- 2020 DA5
- 2020 DB5
- 2020 DC5
- 2020 DD5
- 2020 DG5
- 2020 DH5
- 2020 DJ5
- 2020 DP5
- 2020 DR5
- 2020 DS5
- 2020 DU5
- 2020 DV5
- 2020 DW5
- 2020 DX5
- 2020 DY5
- 2020 DZ5
- 2020 DA6
- 2020 DG6
- 2020 DH6
- 2020 DJ6
- 2020 DM6
- 2020 DN6
- 2020 DO6
- 2020 DP6
- 2020 DQ6
- 2020 DR6
- 2020 DS6
- 2020 DT6
- 2020 DU6
- 2020 DV6
- 2020 DW6
- 2020 DY6
- 2020 DZ6
- 2020 DA7
- 2020 DB7
- 2020 DC7
- 2020 DD7
- 2020 DE7
- 2020 DF7
- 2020 DG7
- 2020 DH7
- 2020 DJ7
- 2020 DK7
- 2020 DL7
- 2020 DM7
- 2020 DN7
- 2020 DO7
- 2020 DP7
- 2020 DQ7
- 2020 DR7
- 2020 DS7
- 2020 DU7
- 2020 DV7
- 2020 DW7
- 2020 DY7
- 2020 DZ7
- 2020 DA8
- 2020 DD8
- 2020 DE8
- 2020 DF8
- 2020 DL8
- 2020 DM8
- 2020 DN8
- 2020 DO8
- 2020 DP8
- 2020 DQ8
- 2020 DR8
- 2020 DS8
- 2020 DT8
- 2020 DU8
- 2020 DV8
- 2020 DW8
- 2020 DX8
- 2020 DY8
- 2020 DZ8
- 2020 DA9
- 2020 DB9
- 2020 DC9
- 2020 DD9
- 2020 DE9
- 2020 DF9
- 2020 DG9
- 2020 DH9
- 2020 DJ9
- 2020 DK9
- 2020 DL9
- 2020 DM9
- 2020 DN9
- 2020 DO9
- 2020 DP9
- 2020 DQ9
- 2020 DR9
- 2020 DS9
- 2020 DU9
- 2020 DV9
- 2020 DW9
- 2020 DX9
- 2020 DY9
- 2020 DZ9
- 2020 DA10
- 2020 DD10
- 2020 DE10
- 2020 DF10
- 2020 DG10
- 2020 DH10
- 2020 DJ10
- 2020 DK10
- 2020 DM10
- 2020 DN10
- 2020 DO10
- 2020 DQ10
- 2020 DR10
- 2020 DS10
- 2020 DT10
- 2020 DX10
- 2020 DY10
- 2020 DZ10
- 2020 DC11
- 2020 DE11
- 2020 DF11
- 2020 DG11
- 2020 DH11
- 2020 DK11
- 2020 DL11
- 2020 DM11
- 2020 DN11
- 2020 DO11
- 2020 DP11
- 2020 DQ11
- 2020 DR11
- 2020 DS11
- 2020 DT11
- 2020 DU11
- 2020 DV11
- 2020 DW11
- 2020 DX11
- 2020 DZ11
- 2020 DA12
- 2020 DB12
- 2020 DC12
- 2020 DD12
- 2020 DE12
- 2020 DF12
- 2020 DG12
- 2020 DH12
- 2020 DJ12
- 2020 DK12
- 2020 DL12
- 2020 DM12
- 2020 DN12
- 2020 DQ12
- 2020 DT12
- 2020 DY12
- 2020 DZ12
- 2020 DA13
- 2020 DB13
- 2020 DD13
- 2020 DE13
- 2020 DF13
- 2020 DH13
- 2020 DJ13
- 2020 DK13
- 2020 DL13
- 2020 DM13
- 2020 DN13
- 2020 DO13
- 2020 DP13
- 2020 DR13
- 2020 DS13
- 2020 DT13
- 2020 DU13
- 2020 DV13
- 2020 DW13
- 2020 DX13
- 2020 DY13
- 2020 DZ13
- 2020 DA14
- 2020 DB14
- 2020 DC14
- 2020 DD14
- 2020 DF14
- 2020 DG14
- 2020 DH14
- 2020 DJ14
- 2020 DK14
- 2020 DL14
- 2020 DM14
- 2020 DN14
- 2020 DO14
- 2020 DP14
- 2020 DQ14
- 2020 DR14
- 2020 DU14
- 2020 DV14
- 2020 DW14
- 2020 DX14
- 2020 DA15
- 2020 DB15
- 2020 DD15
- 2020 DE15
- 2020 DF15
- 2020 DG15
- 2020 DH15
- 2020 DJ15
- 2020 DK15
- 2020 DL15
- 2020 DM15
- 2020 DN15
- 2020 DO15
- 2020 DP15
- 2020 DQ15
- 2020 DR15
- 2020 DU15
- 2020 DV15
- 2020 DW15
- 2020 DX15
- 2020 DY15
- 2020 DZ15
- 2020 DA16
- 2020 DB16
- 2020 DC16
- 2020 DD16
- 2020 DE16
- 2020 DF16
- 2020 DG16
- 2020 DH16
- 2020 DJ16
- 2020 DK16
- 2020 DL16
- 2020 DP16
- 2020 DQ16
- 2020 DR16
- 2020 DV16
- 2020 DX16
- 2020 DY16
- 2020 DZ16
- 2020 DA17
- 2020 DB17
- 2020 DC17
- 2020 DE17
- 2020 DF17
- 2020 DG17
- 2020 DH17
- 2020 DK17
- 2020 DL17
- 2020 DM17
- 2020 DN17
- 2020 DO17
- 2020 DP17
- 2020 DQ17
- 2020 DR17
- 2020 DS17
- 2020 DT17
- 2020 DU17
- 2020 DV17
- 2020 DX17
- 2020 DY17
- 2020 DZ17
- 2020 DA18
- 2020 DB18
- 2020 DC18
- 2020 DD18
- 2020 DE18
- 2020 DF18
- 2020 DH18
- 2020 DJ18
- 2020 DK18
- 2020 DL18
- 2020 DM18
- 2020 DN18
- 2020 DO18
- 2020 DQ18
- 2020 DR18
- 2020 DS18
- 2020 DT18
- 2020 DV18
- 2020 DW18
- 2020 DX18
- 2020 DZ18
- 2020 DB19
- 2020 DD19
- 2020 DE19
- 2020 DF19
- 2020 DG19
- 2020 DH19
- 2020 DJ19
- 2020 DK19
- 2020 DL19
- 2020 DM19
- 2020 DN19
- 2020 DO19
- 2020 DP19
- 2020 DR19
- 2020 DS19
- 2020 DT19
- 2020 DU19
- 2020 DV19
- 2020 DW19
- 2020 DX19
- 2020 DY19
- 2020 DZ19
- 2020 DA20
- 2020 DB20
- 2020 DC20
- 2020 DD20
- 2020 DE20
- 2020 DF20
- 2020 DG20
- 2020 DH20
- 2020 DJ20
- 2020 DL20
- 2020 DM20
- 2020 DN20
- 2020 DO20
- 2020 DP20
- 2020 DQ20
- 2020 DR20
- 2020 DS20
- 2020 DT20
- 2020 DU20
- 2020 DV20
- 2020 DW20
- 2020 DX20
- 2020 DY20
- 2020 DZ20
- 2020 DB21
- 2020 DC21
- 2020 DD21
- 2020 DE21
- 2020 DF21
- 2020 DG21
- 2020 DJ21
- 2020 DK21
- 2020 DL21
- 2020 DM21
- 2020 DN21
- 2020 DO21
- 2020 DP21
- 2020 DQ21
- 2020 DR21
- 2020 DS21
- 2020 DT21
- 2020 DU21
- 2020 DV21
- 2020 DW21
- 2020 DX21
- 2020 DY21
- 2020 DZ21
- 2020 DA22
- 2020 DB22
- 2020 DC22
- 2020 DD22
- 2020 DE22
- 2020 DF22
- 2020 DG22
- 2020 DH22
- 2020 DJ22
- 2020 DK22
- 2020 DL22
- 2020 DN22
- 2020 DO22
- 2020 DP22
- 2020 DQ22
- 2020 DR22
- 2020 DS22
- 2020 DT22
- 2020 DU22
- 2020 DV22
- 2020 DW22
- 2020 DX22
- 2020 DY22
- 2020 DZ22
- 2020 DA23
- 2020 DB23
- 2020 DC23
- 2020 DD23
- 2020 DE23
- 2020 DF23
- 2020 DG23
- 2020 DH23
- 2020 DJ23
- 2020 DK23
- 2020 DL23
- 2020 DM23
- 2020 DN23
- 2020 DO23
- 2020 DP23
- 2020 DQ23
- 2020 DR23
- 2020 DS23
- 2020 DT23
- 2020 DU23
- 2020 DV23
- 2020 DW23
- 2020 DX23
- 2020 DZ23
- 2020 DA24
- 2020 DB24
- 2020 DC24